# 唐招提寺
唐招提寺（日语：／ Tōshōdai ji），是日本律宗的总本山。位于奈良县奈良市五条町。是中国唐代高僧鉴真和尚亲手兴建的盛唐建筑风格寺院，目前已被列入日本国宝，并于1998年作为“古都奈良的文化財”的组成部分被列为世界文化遗产。

## 建筑历史
鉴真（688年—763年）在754年东渡日本，到平城京受到欢迎。《續日本紀》记载，天平宝字三年（759年），鉴真以朝廷赐予的新田部亲王之旧宅邸建造此寺。鉴真逝世后，弟子继承建造。弘仁元年（810年），完成:84—85。寺院的金堂和讲堂属於8世纪建的古建筑物，都是日本国宝。其他国宝包括鼓樓、经藏、寶藏、乾漆盧舍那佛坐像（8世纪）和乾漆鉴眞和尚坐像（8世纪）等等。
20世纪初，日本、西方学者对中国古建筑进行考察，在1930年代之前未发现唐代建筑。学界论及中国宋代以前的木構建築实例，以唐招提寺金堂和法隆寺五重塔为例，没有中国的实例:4。逐形成“唐代古建在奈良”的观点。虽然中国自1937年起，确认四处唐代建筑实例，但此类观点仍影响至今。有作者指“現今許多唐代仿製建築，多為參考日本奈良時代建築，唐招提寺更是研究唐代建築的最佳文化遺產”，或“是研究盛唐时代建筑的重要参考范例”。实际经过时代的变迁，唐招提寺金堂的建筑构成早已有所变动修改。有作者将金堂与中国本土唐风建筑进行比较，指两者在屋顶坡度、斗拱比例等方面存在差别，日本唐风建筑多为单栱，中国唐代建筑则使用重栱，唐招提寺更接近唐代早期。
历史上，唐招提寺至少有五次大修，分别是：镰仓时代文永七年（1270年）(然而鎌倉大修的證據在2000年開始的平成大修中並沒有被發現)、元亨三年（1323年）、江户时代元祿六年至七年（1693年—1694年）、明治三十一年至三十二年（1898年——1899年）、平成十二年至二十一年（2000年—2009年）。元祿大修改变屋顶形态，加高2.5米之多。明治大修时改变部分梁架。1998年，唐招提寺被认定为世界文化遗产，同年，成立国宝唐招提金堂保存修理事业专门委员会。两年后，调查结束。在奈良县教育委员会主持下，开展为期十年的大修，即平成大修。金堂建筑被完全解体，进行修缮。解体出两万多件木材。对部分木材进行深入研究，用年轮年代法测定采伐年代。奈良县教育委员会在2004年公布，检测结果表示，有三根椽子均为781年采伐:85—91。

## 文化财产

### 国宝

#### 建筑物

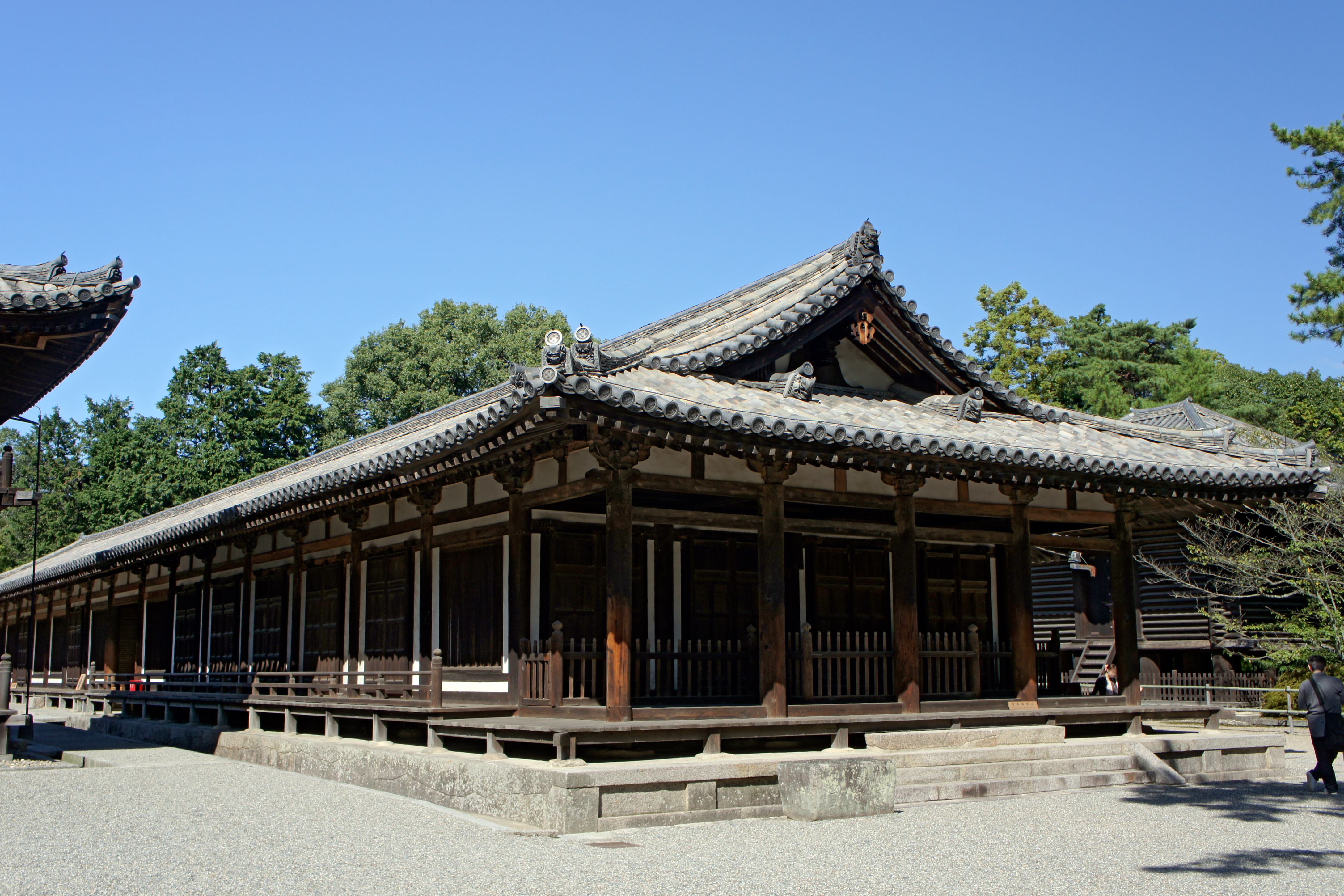
禮堂
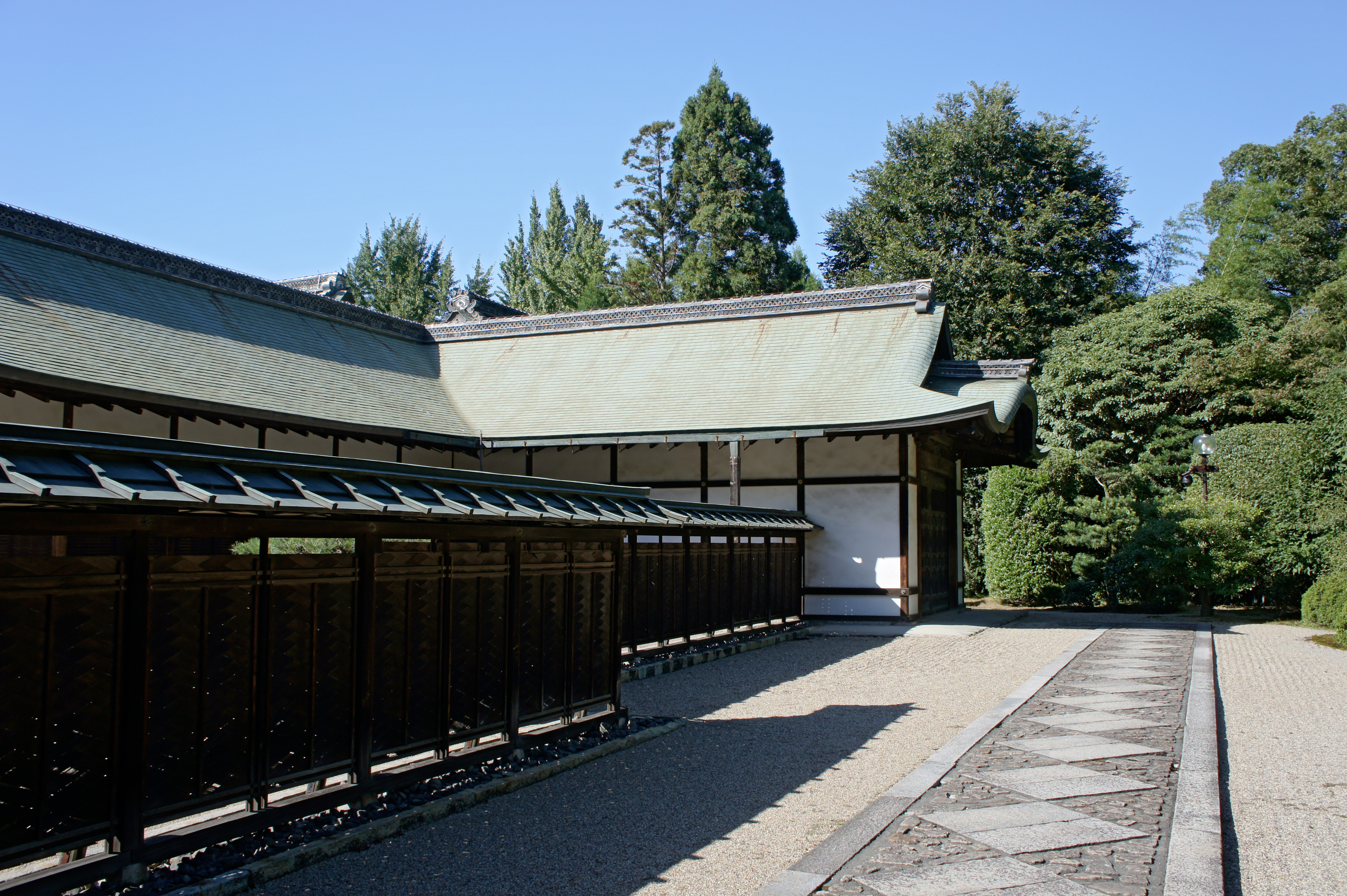
御影堂

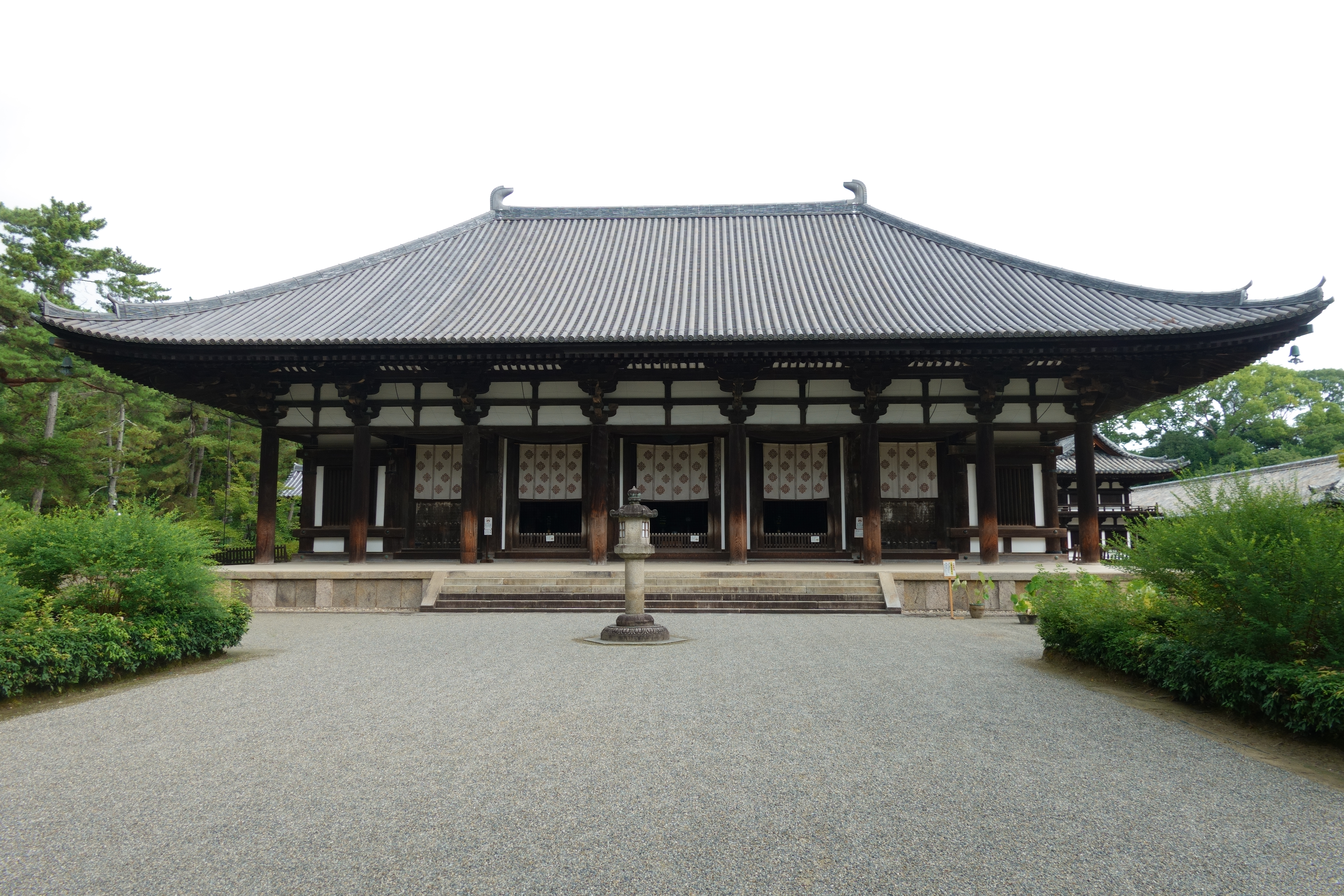
金堂
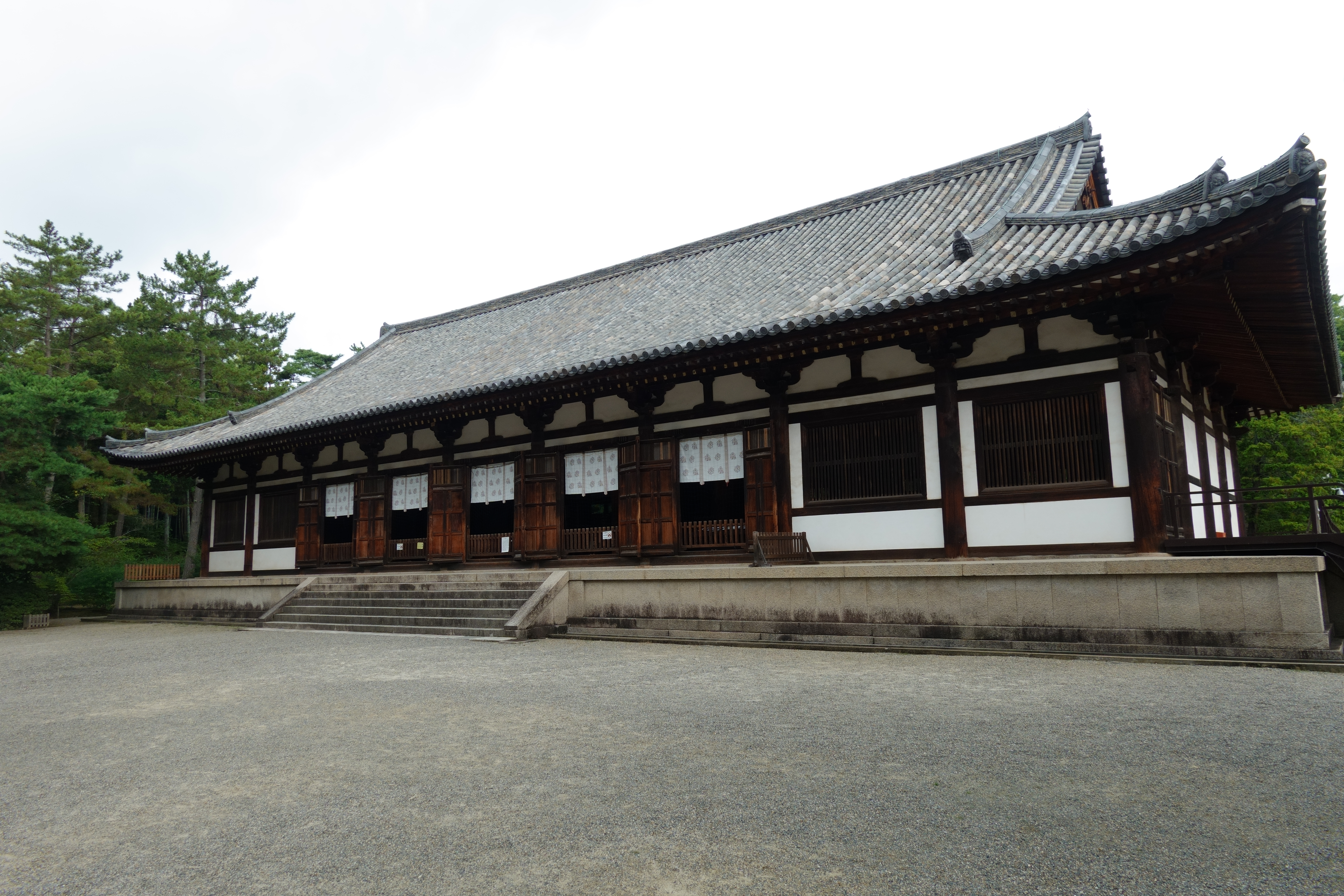
講堂
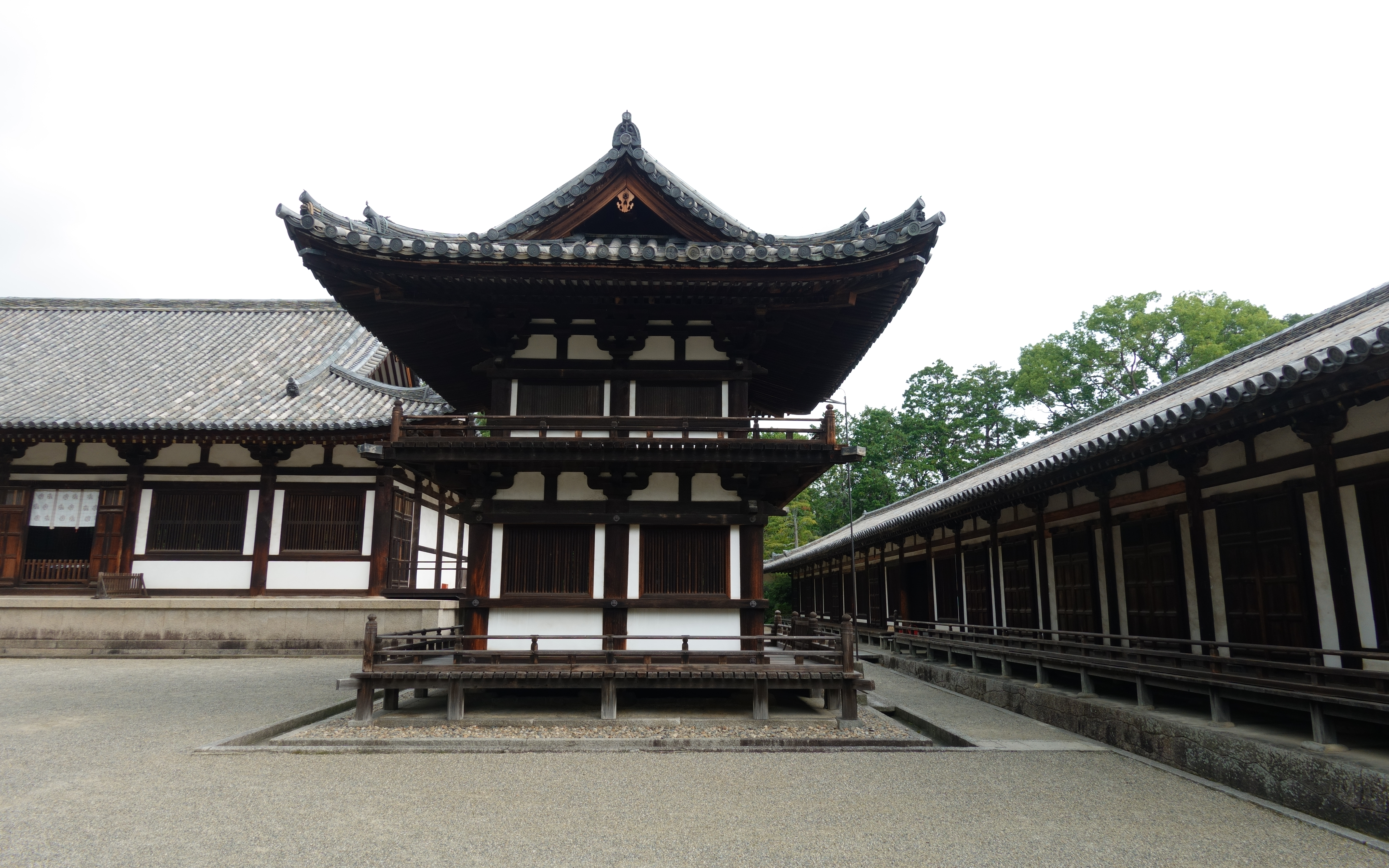
鼓樓
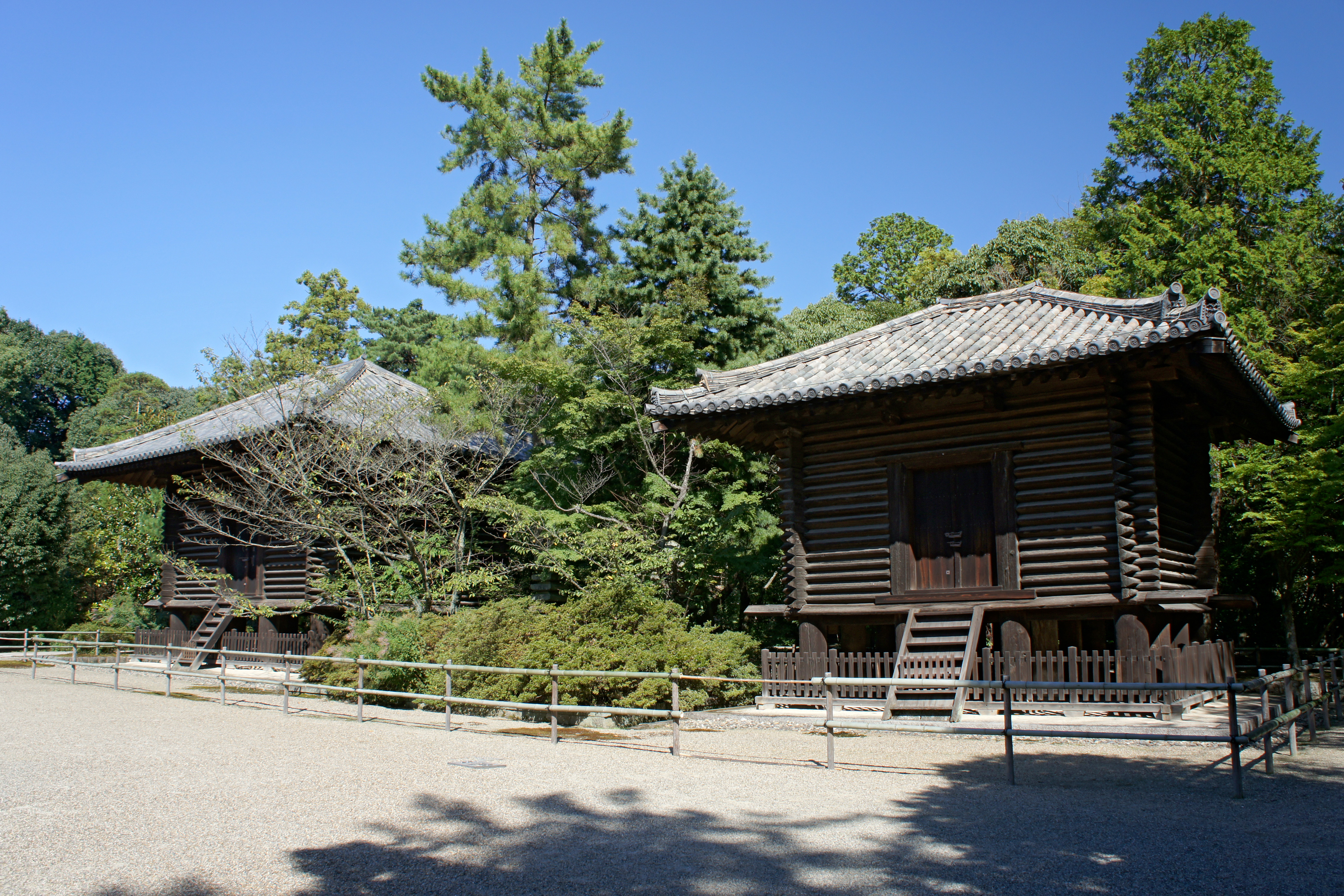
經藏
- 寶藏

- 金堂
- 講堂
- 鼓樓
- 經藏、寶藏

#### 雕刻

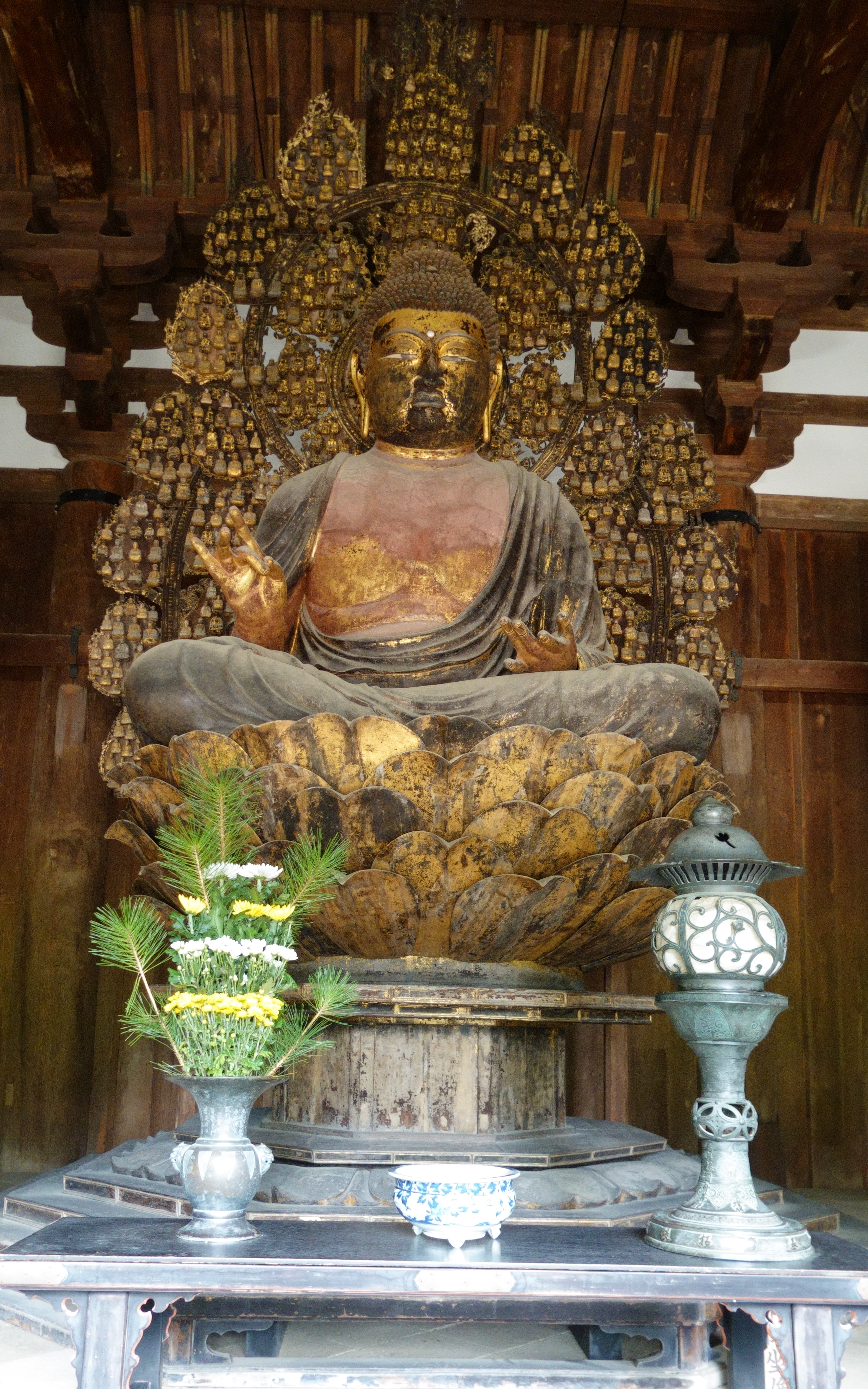
乾漆鑑眞和尚坐像
- 乾漆盧舍那佛坐像
- 木心乾漆千手觀音立像
- 木心乾漆藥師如來立像
- 木造梵天・帝釋天立像
- 木造四天王立像

- 乾漆盧舍那佛坐像

### 美术工艺品
- 舍利容器

### 重要文化财产

#### 建筑物
- 禮堂
- 御影堂（興福寺舊一乘院宸殿）

- 禮堂
- 御影堂

#### 绘畫
- 絹本著色十六羅漢像
- 絹本著色大威徳明王像
- 絹本著色法華曼荼羅圖
- 紙本著色東征繪卷 蓮行筆

#### 雕刻
- 木造彌勒如來坐像（講堂安置）
- 木造持國天・増長天立像（講堂安置）
- 木造櫥子入釋迦如來立像（禮堂安置）
- 木造地藏菩薩立像（地藏堂安置）
- 木造大悲菩薩坐像（中興堂安置）
- 木造大日如來坐像
- 木造如來形立像（頭部缺）
- 木造藥師如來立像
- 木造傳獅子吼菩薩立像
- 木造傳衆寶王菩薩立像
- 木造傳大自在菩薩立像（兩手缺）
- 木造菩薩立像（面部・左手缺）
- 木心乾漆菩薩立像 2躯
- 木造天部形立像（傳帝釋天）
- 木造如來坐像（傳釋迦如來、多寶如來）2躯
- 木造寶生如來立像
- 木造如來形坐像・地藏菩薩立像・菩薩形立像（頭部缺）・天部形立像（傳梵天）
- 木造十一面觀音立像（1900年重文指定）
- 木造十一面觀音立像（1901年重文指定、法花院舊藏）
- 木造聖徳太子立像
- 木造大威徳明王像
- 木造不動明王坐像 湛海作
- 木造吉祥天立像
- 木造行基菩薩坐像
- 木心乾漆佛頭（1902年重文指定）
- 木心乾漆佛頭（1915年重文指定）
- 木造菩薩頭
- 銅板押出三尊佛像
- 銅板押出佛像 5面
- 磚製阿彌陀如來像（傳文殊菩薩像）

#### 工艺品
- 鼉太鼓縁（1915年重文指定）
- 鼉太鼓縁（1959年重文指定）
- 鉦鼓縁 （1915年重文指定）
- 鉦鼓縁（1929年重文指定）
- 鉦鼓縁 一對（1959年重文指定）
- 牛皮華鬘殘闕（ごひけまんざんけつ）8枚分
- 金銅金剛盤
- 金銅舍利容器
- 金銅法具類（金剛盤、五鈷鈴、獨鈷杵、三鈷杵、五鈷杵）
- 金銅法具類（火舍2、六器24、灑水器1、塗香器1）
- 金銅蓮瓣飾法具（火舍1、花瓶2、六器6、飮食器2、灑水器1、塗香器1）
- 銅香水壺
- 黒漆華盤
- 黒漆舍利櫥子
- 鑄銅三具足
- 日供舍利塔
- 法會所用具類（奚婁1口、羯鼓1口、鼓胴1口、木製楯3枚、木製柄香爐3口）
- 唐招提寺勅額
- 梵鐘

#### 書跡・典籍、古文書
- 根本説一切有部戒經・老母六英經
- 戒律傳來記 上卷
- 四分律刪繁補闕行事鈔 卷下之三
- 大般若經 卷第176
- 大毘盧遮那成佛神變加持經
- 法華經（開結共）覺盛筆
- 四分戒本、梵網經2帖、寶篋印陀羅尼經、唯識三十頌・大乘百法名門論・般若心經
- 瑜伽師地論 卷第38
- 唐招提寺一切經 宋版4,456帖、和版88帖、寫本250帖、附 元版五部大乘經（内和版83卷寫本29卷）269卷
- 令私記斷簡（軍防令、營繕令、關市令）
- 唐招提寺文書 2卷
- 南瞻部洲大日本國正統圖（傳香寺舊藏）

## 鑑真紀念
中國紀念
1963年是鉴真去世一千二百年，中国和日本佛教界都举行了大型纪念活动，日本佛教界还将该年定为“鉴真大师显彰年”。1980年在邓小平的斡旋之下，唐招提寺住持森本孝顺奉鉴真漆像至中國展出，扬州大明寺因此得以重修。历经十年绘出的国画《鉴真东渡图》（郭德福）在中国掀起了鉴真热。
複製展品
唐昭提寺的鉴真坐像每年只能开放几天，後於2013年塑造一尊1:1的复制品置开山堂展出，向公众开放。
。

## 關連項目
- 藥師寺
- 律宗
- 鑑真

## 外部連結
- 唐招提寺
- 唐招提寺の新たな旅立ち（西山厚・奈良国立博物館学芸部長） （页面存档备份，存于）
- 唐招提寺とは(TBS) （页面存档备份，存于）